# Puršovka trojzubá

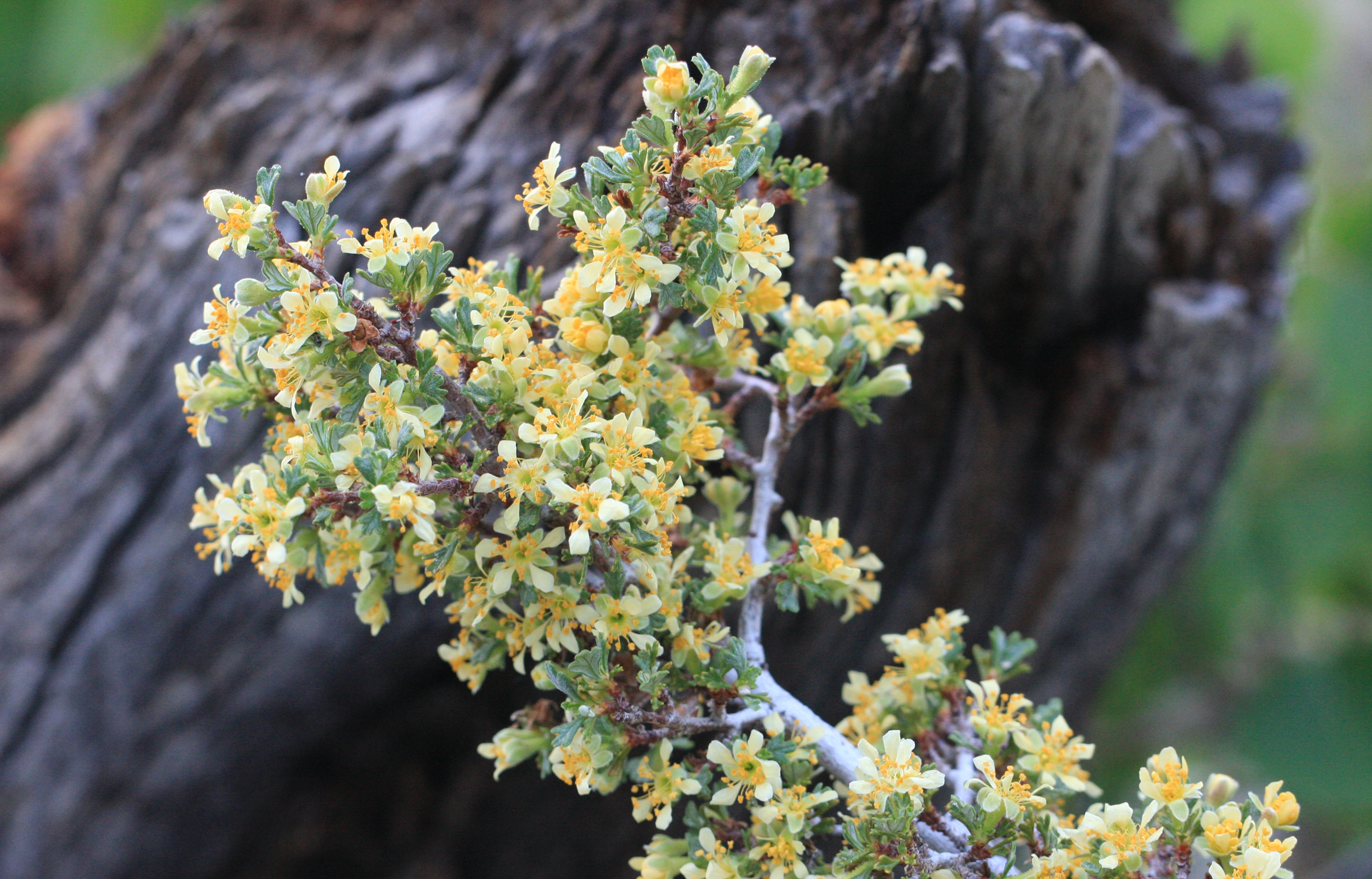
Větev s květy

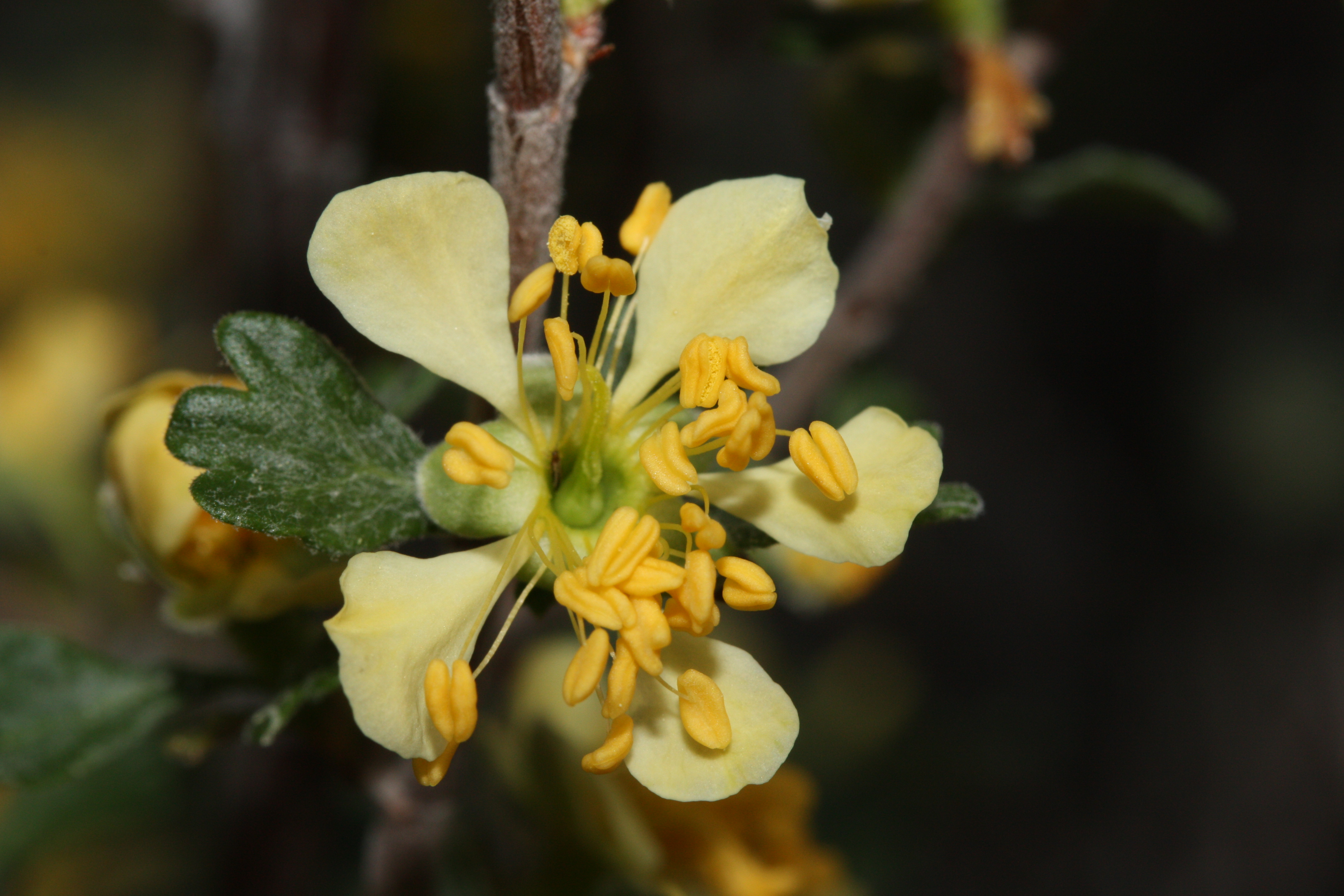
Květ

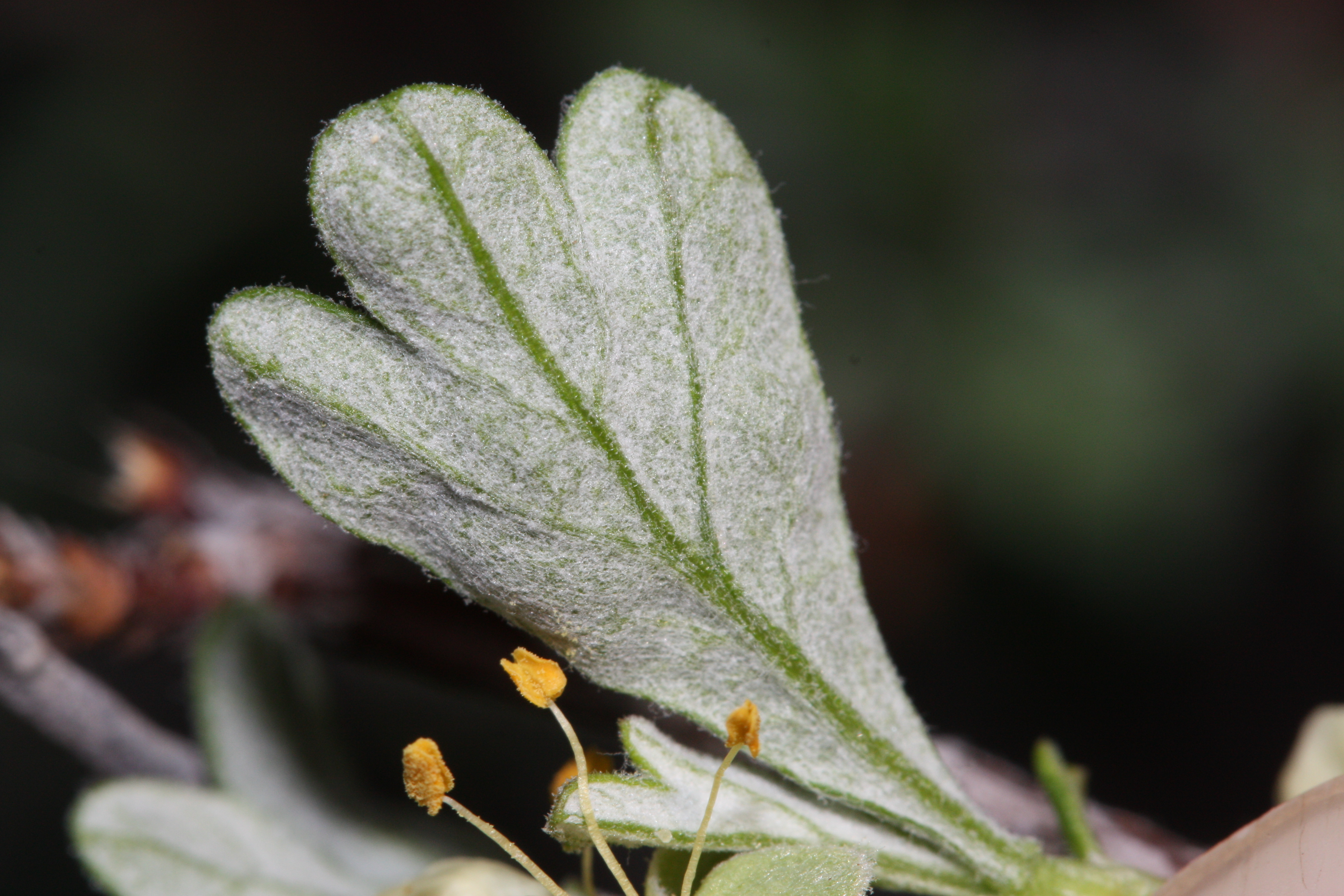
Trojlaločný list

Puršovka trojzubá (Purshia tridentata) je keřovitá xerofilní dřevina pocházející ze Severní Ameriky. Je jednou ze čtyř severoamerických druhů rodu puršovka.

## Rozšíření
Tato vytrvalá rostlina se vyskytuje ve vegetaci náhorních stepí na západě Spojených států ve Washingtonu, Oregonu, Idahu, Montaně, Wyomingu, Nebrasce, Coloradu, Utahu, Nevadě, Kalifornii, Arizoně a v Novém Mexiku, na severu svého areálu zasahuje i na jihozápad Kanady do Britské Kolumbie. Vyskytuje se v nadmořské výšce 300 až 3500 m n. m., hlavně v podhůří i na horských svazích ve Skalnatých horách, v Tichooceánském pobřežním pásmu, Kaskádovém pohoří, Klamatských horách i v pohoří Sierra Nevada.

## Ekologie
Rostliny rodu puršovka, jako jedny z mála v čeledi růžovitých, využívají vezikulo-arbuskulární mykorhizu s vřeckovýtrusnými houbami. Při této symbiotické mykorhize prorůstá mycelium houby do buněk primární kůry (cortexu) kořene rostliny až po endodermis a tok výživných látek probíhá obousměrně, houba dodává rostlině látky získané z půdy (voda, vápník) a rostlina houbě látky vyrobené fotosyntézou (uhlík).
Roste na suchých místech s trvale plným osluněním. Půda tam bývá písčitá, štěrkovitá nebo mělká se skalnatým podkladem, vždy však dobře odvodněná. Kvete od dubna do června, plody dozrávají v červenci až září. Ploidie druhu je 2n = 18.

## Popis
Vždyzelený nebo částečně opadavý keř vysoký 1 až 2 m s několika málo tlustými a od spodu rozkladitými kmínky, s hustými větvemi šedé až skořicově hnědé barvy. Mladé letorosty bývají vlnatě chlupaté a na koncích olistěné, později chlupy ztrácejí. Staré větve mají loupající se tenkou, jakoby papírovou kůru.
Listy vyrůstající na brachyblastech nebo na nových, delších výhoncích, zdánlivě ve svazečcích, ale ve skutečnosti jsou střídavé nahloučené, někdy mají krátký řapík a jindy jsou přisedlé. Bývají tlusté, velké 1 až 2 cm, mají klínovitý tvar, na lícní straně jsou stříbřitě zelené a jemně chlupaté, na rubové šedě vlnaté, na vrcholu mají tři podlouhlé laloky (centrální bývá deformovaný), po obvodě jsou hodně podvinuté, nejsou aromatické, ale silně hořké.
Květy s obkonickou češulí jsou světle žluté, asi 1,5 cm široké a vyrůstají jednotlivě na krátkých stopkách na brachyblastech. Pětičetné oboupohlavné květy mají zvonkovitý kalich s pěti 3 mm dlouhými kopinatými cípy, které jsou vlnatě chlupaté a mají stopkaté žlázky. Trubkovitá rozložitá koruna má lístky citrónově žluté nebo krémově bílé, vejčitého až kopisťovitého tvaru, 5 až 10 mm dlouhé a brzy opadávající. V květu dále bývá sedmnáct až pětatřicet tyčinek s prašníky a svrchní semeník sestavený z jednoho nebo dvou plodolistů s vytrvalou chlupatou čnělkou, která je zakončena bliznou.
Plod je kožovitá, úzce obvejčitá, vřetenovitá, jednosemenná nažka dlouhá okolo 1,5 cm. Je podélně žebrovaná, hedvábně chlupatá a na konci má asi 15 mm dlouhou vytrvalou čnělku. K rozšiřování rostliny slouží semena (nažky), která jsou roznášena drobnými hlodavci a ptáky, případně i přívalovou vodou.

## Taxonomie
Puršovka trojzubá se vyskytuje ve dvou varietách:
- Purshia tridentata (Pursh) DC. var. tridentata
- Purshia tridentata (Pursh) DC. var. glandulosa (Curran) M. E. Jones

První varieta ('tridentata') je nominátní, je popsána výše. Druhá varieta ('glandulosa') se odlišuje listy, které jsou dvoutvaré, na krátkých výhoncích, brachyblastech, vyrůstají v pozdním létě tlusté přezimující listy, na delších výhoncích rostou z jara listy tenčí, obvykle přes zimu opadavé. Rostliny vyskytující se v severních vlhčích oblastech produkují více listů opadavých, kdežto rostliny ze suchého jihu zase více listů vytrvalých.

## Význam
Dřevina je pro lidi bez ekonomického významu. Slouží však v zimě, při vysoké vrstvě sněhu, jako náhradní pastva pro jeleny, kozy, ovce a další býložravce při kritickém nedostatku potravy. Koně ji nespásají. Také plody používají někteří hlodavci jako zimní potravu a v průběhu podzimu si je odnášejí do svých spižíren. Samotné keře skýtají úkryt drobným savcům a místa k zahnízdění ptákům.